# Hydraena eliya
Hydraena eliya är en skalbaggsart som beskrevs av Manfred A. Jäch 1982. Hydraena eliya ingår i släktet Hydraena och familjen vattenbrynsbaggar. Inga underarter finns listade i Catalogue of Life.